# Río Colina
Río Colina är ett vattendrag i Chile.   Det ligger i regionen Región Metropolitana de Santiago, i den södra delen av landet, 19 km väster om huvudstaden Santiago de Chile.
Omgivningen kring Río Colina är i huvudsak tätbebyggd. Området är mycket tätbefolkat, med 3 134 invånare per kvadratkilometer.